# 皇家約旦航空
皇家約旦航空（阿拉伯語：الملكية الاردنية）是約旦的國家航空公司，總部設在該國首都安曼。其主要基地位於安曼的阿麗亞王后國際機場，國際航線覆蓋了四大洲。
皇家約旦航空是阿拉伯航空運輸組織的成員，並於2007年4月加入寰宇一家航空聯盟，是第一家加入全球三大航空聯盟之一的中東籍航空公司，同年也獲《航空財經時報》選為最佳航空公司。

## 歷史

### 初期
皇家約旦航空於1963年12月9日成立，當時公司名稱為「阿莉亞皇家約旦航空」（Alia Royal Jordanian Airlines），這個名字來自阿莉亞公主，而非阿麗亞王后。6天後（12月15日）正式開始營運。該公司是由私人股東籌集資金成立的，但由政府接管。
阿莉亞航空初始時，擁有兩架亨德里·佩奇信使者及一架DC-7客機，服務往返安曼與科威特城、貝魯特、開羅的航線。1964年，第二架DC-7客機投入服務，吉達航線也於同年開辦。1965年開辦羅馬航線，成為首條歐洲航線。以色列在1967年的一次對約旦的空襲中，令阿莉亞航空的兩架DC-7遭到破壞，及後由兩架福克F27飛機取代。
1968年，阿莉亞航空開始擴充航線，在該年開辦的航點有尼科西亞、班加西、達蘭、多哈。翌年開通慕尼黑、伊斯坦堡、德黑蘭航線。

### 1970年代
70年代是阿莉亞航空的大幅擴展時期。

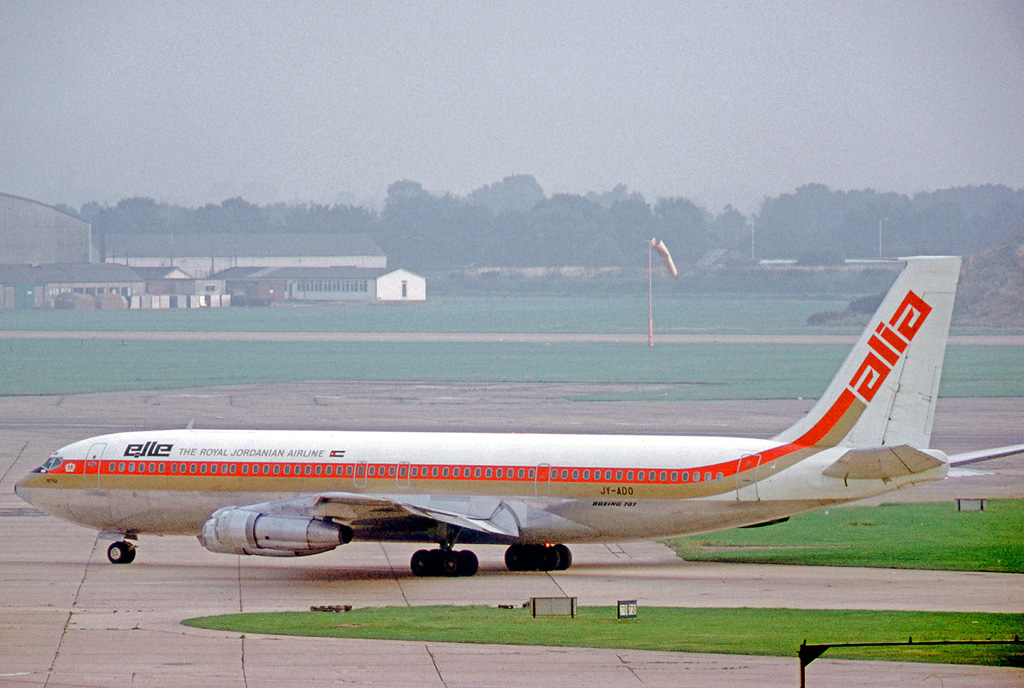
披有阿莉亞航空70年代塗裝的波音707

阿莉亞航空進入噴射客機年代，波音707在1971年加入機隊，並開辦法蘭克福、阿布扎比航點，稍後再增設馬德里、哥本哈根、卡拉奇航點。除波音707外，在七十年代加入阿莉亞航空的噴射客機還有波音720和波音747。
此外，空廚部正式成立，另於安曼機場開設免稅店，同時也開大量航點，包括巴林、杜拜、馬斯喀特、拉巴特、日內瓦、阿姆斯特丹、巴格達、曼谷、維也納、拉納卡（取代尼科西亞）、大馬士革、紐約、休斯敦、拉斯海瑪。1979年，阿莉亞航空更成為阿拉伯航空技術聯盟（Arab Airlines Technical Consortium，AATC）的始創成員之一。

### 1980年代

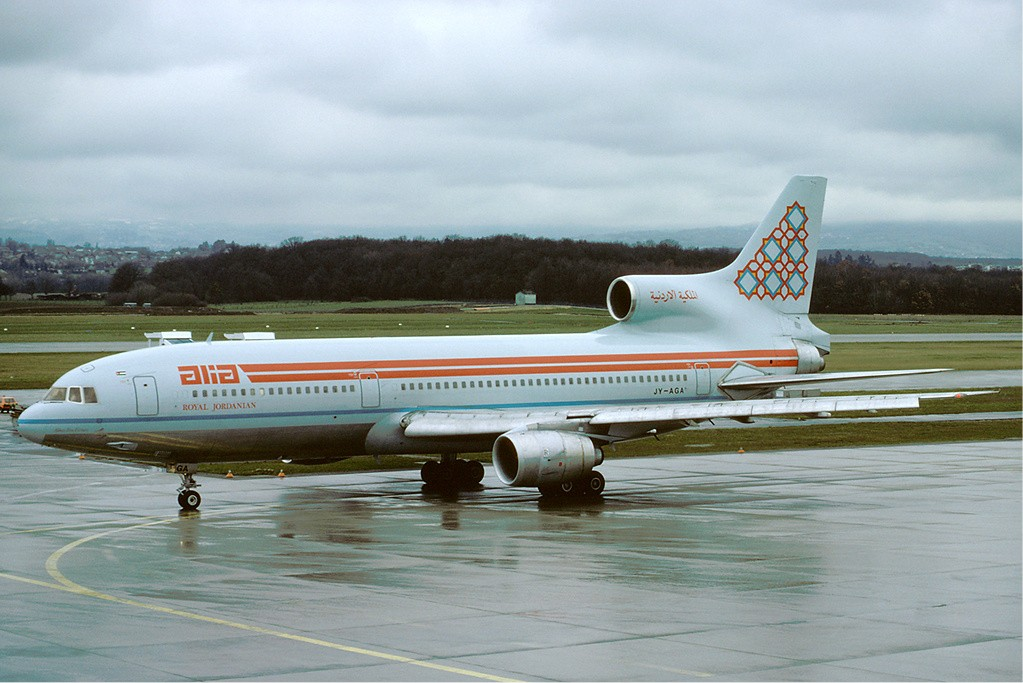
披有阿莉亞航空80年代塗裝的洛歇L-1011

的黎波里和突尼斯航線在80年代開辦。80年代也是阿莉亞航空踏入電腦化的年代。同時，洛歇L-1011、空中巴士A310、A320加入機隊。
阿莉亞航空在1986年正式改名為現時的「皇家約旦航空」（Royal Jordanian Airlines），首名女性飛行員也於同年加入。80年代開辦的航點有貝爾格萊德、芝加哥、洛杉磯、邁阿密、布加勒斯特、新加坡、利雅得、吉隆坡、薩那、莫斯科、蒙特利爾、德里、加爾各答、安哥拉。

### 1990年代
皇家約旦航空在90年代再作進一步擴展。皇家約旦航空與其餘9家阿拉伯地區的航空公司簽訂協議，共同使用伽利略預訂系統（Galileo Reservations System），此外也加設IMCS維修及工程系統，並在安曼市第7環增設新的航空大樓，以配合拉法赫航線開辦（現已停辦）。其餘在90年代開辦的航點有多倫多、可倫坡、雅加達、柏林、孟買、米蘭、特拉維夫，更成為美國環球航空的代碼共享夥伴之一。
1996年2月10日，全資附屬公司Royal Wings成立，負責飛行約旦國內航線（安曼至亞喀巴），初期使用F-27飛機，現由A320負責飛行。除本土航線外，Royal Wings也有提供往埃及、塞浦路斯及以色列的包機服務。

### 2000年代
2000年，美國聯邦航空管理局更新皇家約旦航空的維修及工程部門牌照，此外該公司將免稅店服務私營化。2001年2月5日，由政府全資擁有的控股公司RJI作為公眾有限公司成立，其持有與皇家約旦航空相關的所有資產，皇家約旦航空公司改名為阿莉亞—皇家約旦航空公司（Alia - The Royal Jordanian Airlines Company），但運營品牌仍為皇家約旦航空。
2007年4月，皇家約旦航空加盟寰宇一家航空聯盟，成為阿拉伯地區首間加盟三大航空聯盟的航空公司。不久後，該公司宣佈購買10架波音787客機，預計於2010年左右投入服務，這是首次以「皇家約旦航空」的名義購買波音客機。
同年5月25日，停辦了10年的蒙特利爾航線重辦。7月11日，皇家約旦航空慶祝安曼直航紐約航線開通30周年，成為阿拉伯航空公司中，服務美國最長時間的航線。7月16日，皇家約旦航空第6次贏得《航空策略獎》的技術獎。7月23日，皇家約旦航空開展貨運業務，首個航點是大馬士革，以波音737飛行。
皇家約旦航空是中東首家在機上提供互聯網、流動電話、電郵、短訊、留言信箱服務的航空公司，更耗資1000萬約旦第納爾把3架A310客機的客艙升級。
皇家約旦航空在2007年12月17日私營化，政府售出了71%的股份，市場資金總值2億6000萬約旦第納爾。
2008年1月22日，開辦香港航線，途經曼谷，冬季每周3班，夏季每周5班。同年3月13日，A319客機投入服務，成為首間擁有A320系列中A319、A320、A321均有的中東航空公司。8月17日，以E195客機營運每周2班直航基輔航班。8月24日，皇家約旦航空在阿麗亞王后國際機場南大樓的2樓開設新候機酒廊，最高可處理340名旅客，成為中東地區第二大的機場候機酒廊。2008年7月，皇家約旦航空的載客人數上升了18%。
2009年2月3日，為慶祝寰宇一家成立10周年，在一架A319客機上塗上寰宇一家塗裝，更是皇家約旦航空首架披上特別塗裝的飛機。
2009年4月1日，皇家約旦航空恢復停飛已有六年的布魯塞爾航班，初時每週兩班，並計劃在下半年再增加兩班。

### 2010年代
2010年3月28日，皇家約旦航空開辧飛往沙特阿拉伯麥地那的直飛航班，每週四班。 3月23日，皇家約旦航空確認訂購兩架A330-200飛機和一架巴西航空工業公司E175飛機。2010年6月2日恢復營運來往馬來西亞首都吉隆坡的航線，初時採用空中巴士A330-200執飛，後來改為波音787。
2011年5月，皇家約旦航空宣布於2011年12月和2012年1月分別退役空中巴士A310客機。

### 2020年代
2025年1月17日，在停飛13年後，皇家約旦航空宣布將於2025年1月31日起恢復來往安曼至大馬士革之間的航班。初時每週營運四班，並將於2025年4月開始改為每日一班。

## 航點與代碼共享

### 代碼共享
皇家約旦航空與以下航空公司實行代碼共享：
寰宇一家成員
- 美國航空
- 英國航空
- 西班牙國家航空
- 馬來西亞航空
- 阿曼航空
- 卡塔爾航空
- 摩洛哥皇家航空
- 西伯利亞航空

其他航空公司
- 意大利航空（天合聯盟）
- 阿提哈德航空
- 海灣航空
- 中東航空（天合聯盟）
- 羅馬尼亞航空（天合聯盟）
- 土耳其航空（星空聯盟）

## 機隊

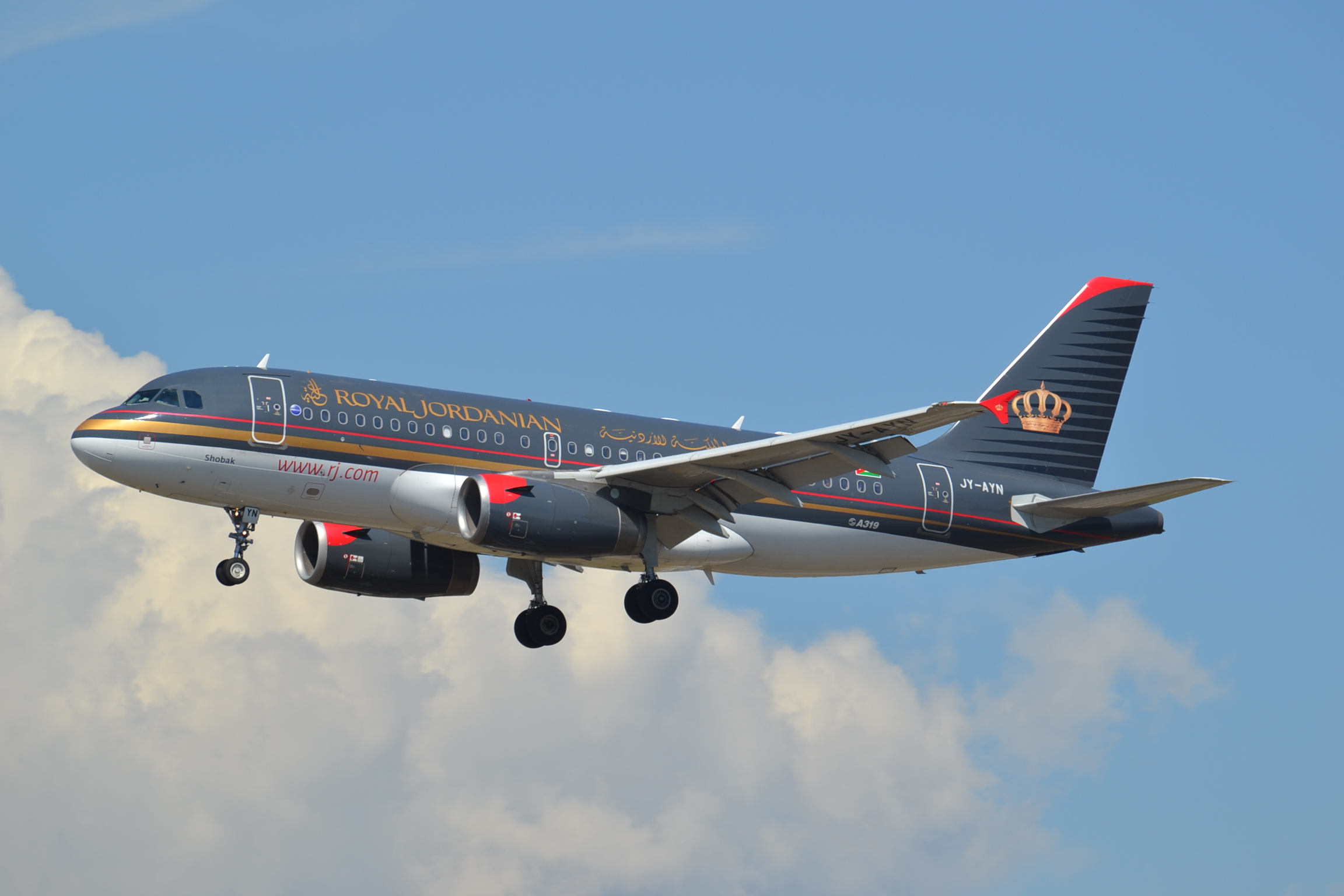
空中巴士A319

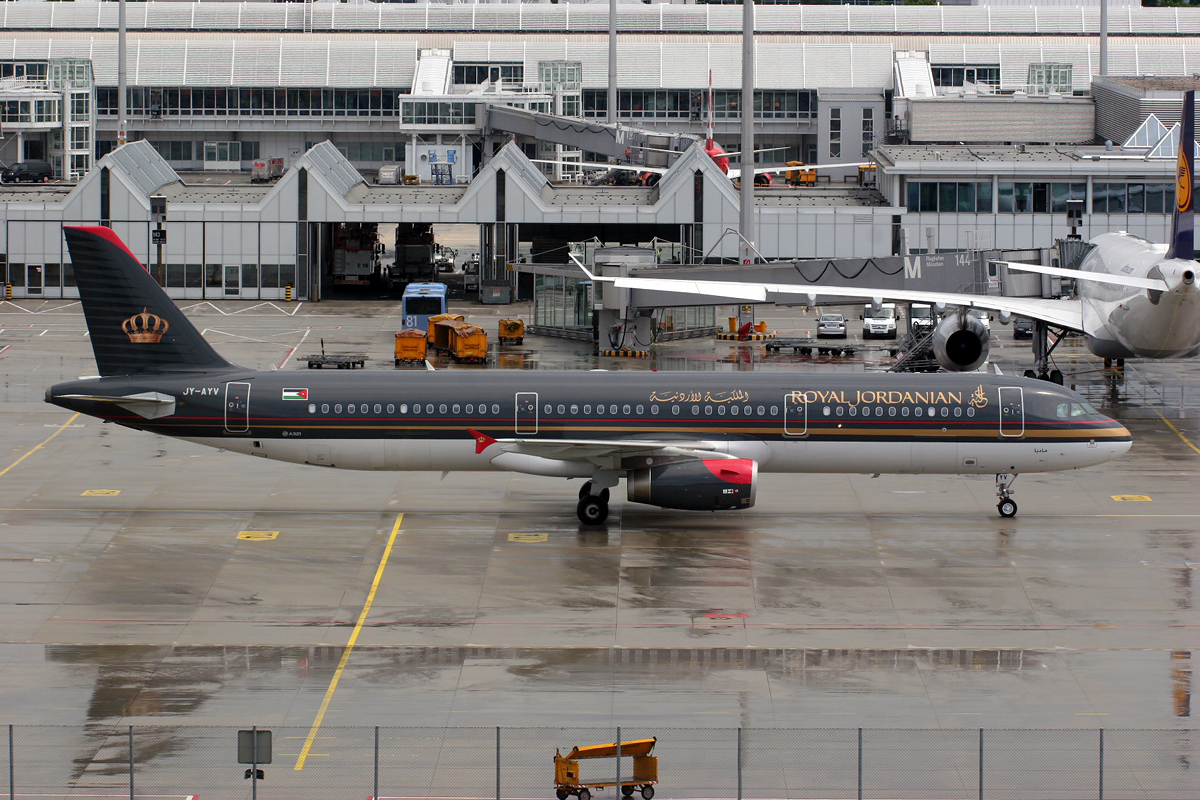
空中巴士A321-200

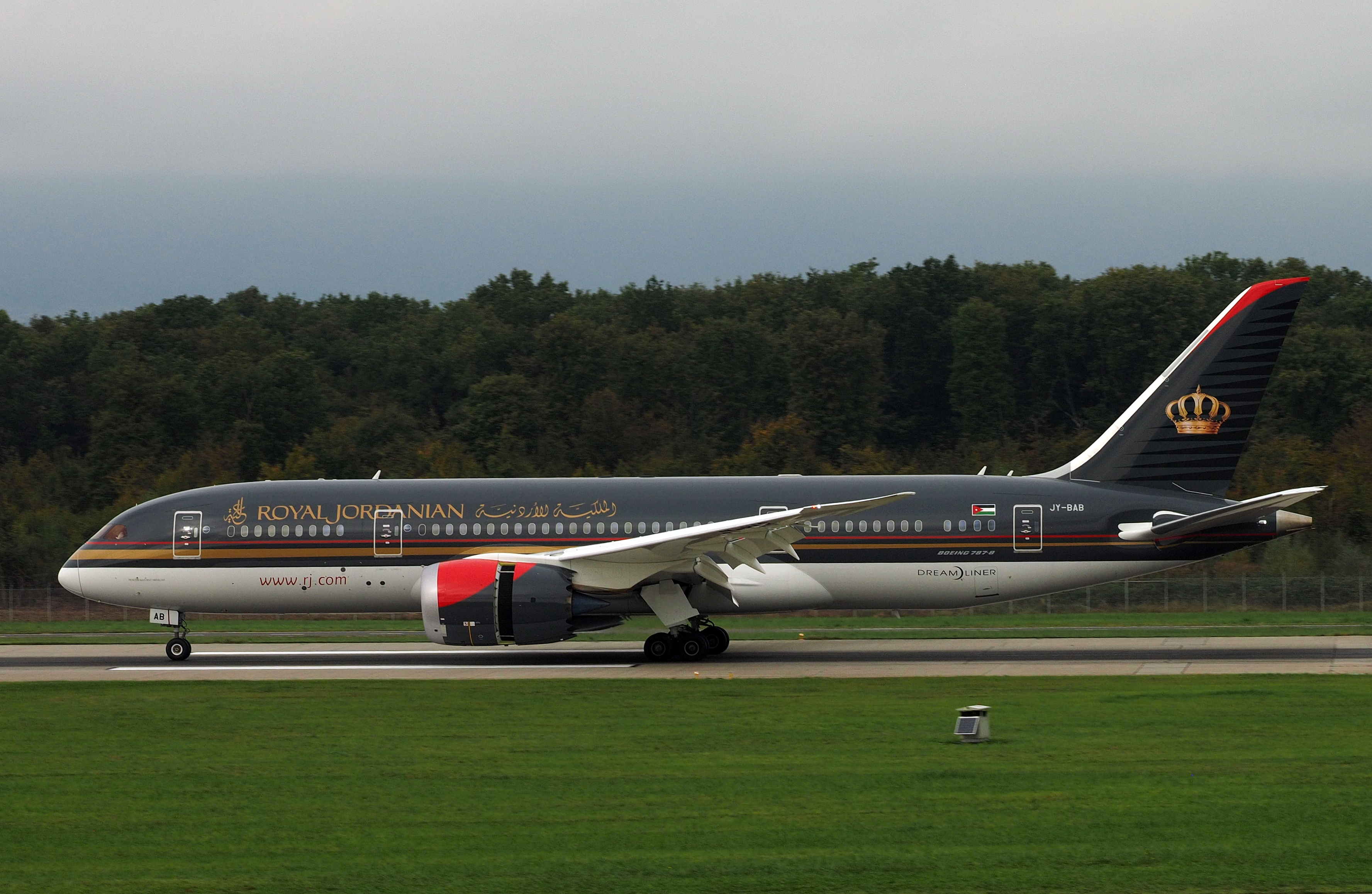
波音787-8

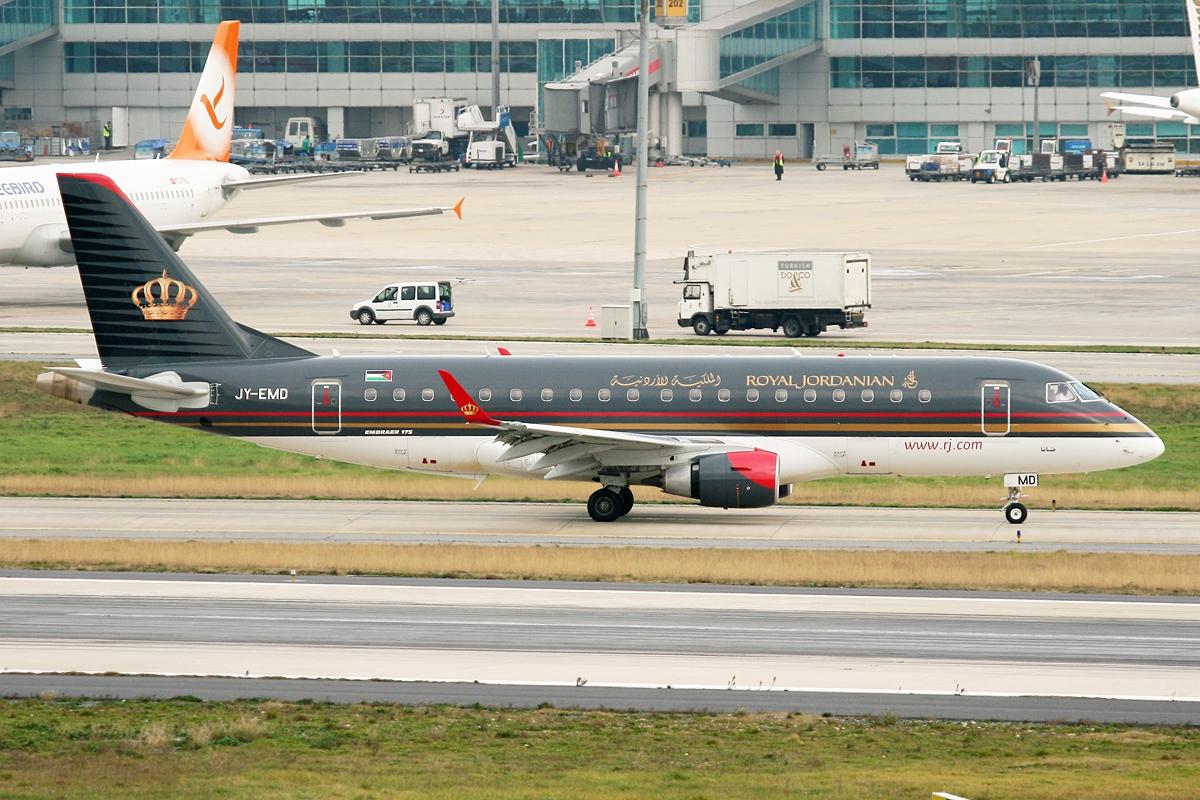
Embraer 175

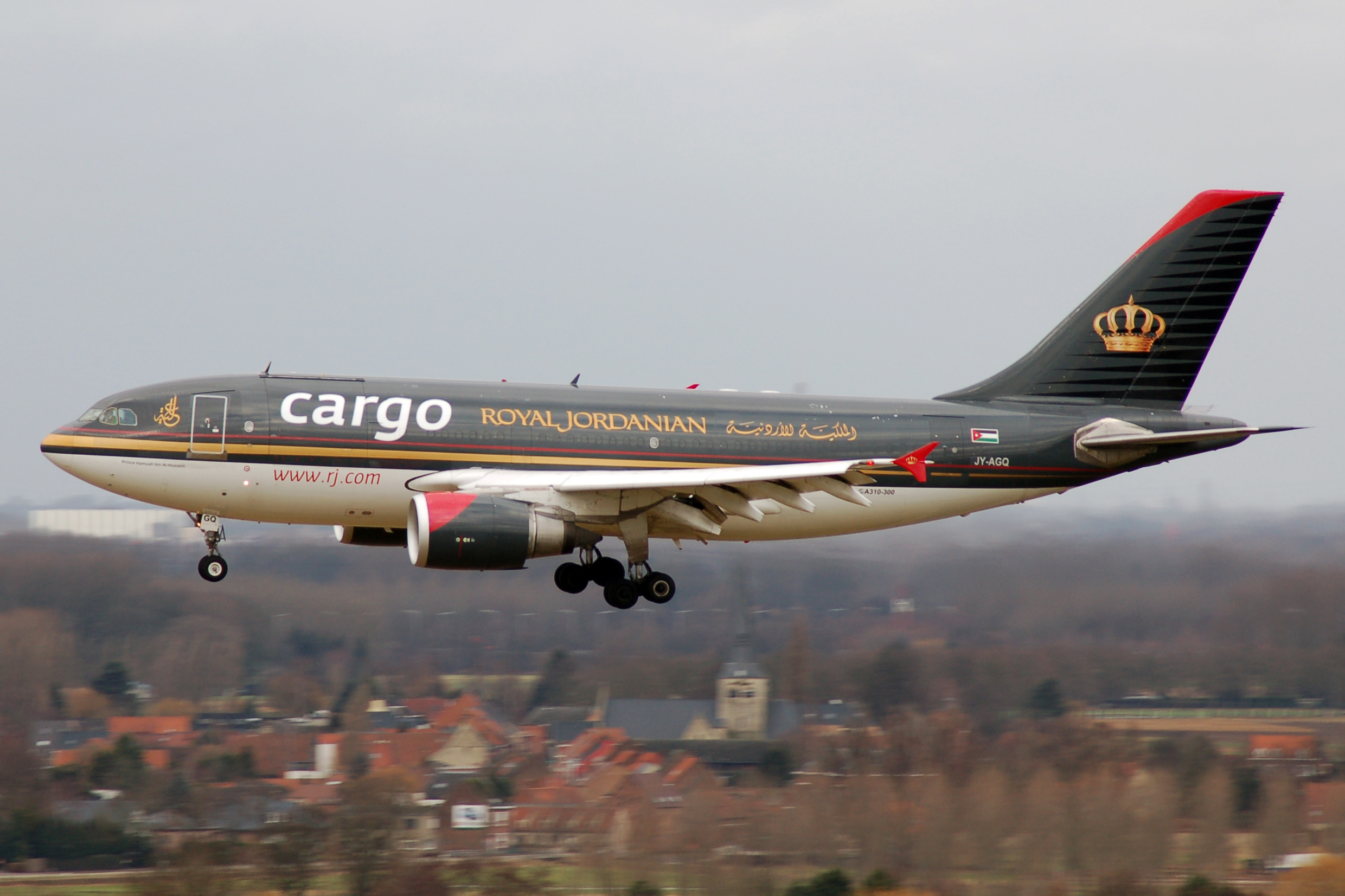
空中巴士A310-300F

截至2025年5月，皇家約旦航空機隊的平均機齡是9.8年。
截至2025年5月，皇家約旦航空的機隊如下：

## 外部連結
- 官方網站 （页面存档备份，存于）（阿拉伯文）（英文）（法文）（德文）（西班牙文）（意大利文）（土耳其文）
- 皇家約旦航空的Facebook專頁
- 皇家約旦航空的X（前Twitter）
- YouTube上的皇家約旦航空頻道
- 皇家約旦航空的Instagram帳戶
- 皇家約旦航空機隊機齡 （页面存档备份，存于）
- 皇家約旦航空機隊資料 （页面存档备份，存于）
- 皇家約旦航空乘客意見 （页面存档备份，存于）